# ميليسا وو
ميليسا بايج وو (بالإنجليزية: Melissa Paige Wu) هي غطاسة أسترالية ولدت في يوم 3 مايو 1992 في مدينة سيدني في أستراليا لأب صيني الأصل وأم أسترالية، أبرز إنجازاتها هو فوزها بالميدالية الفضية في دورة الألعاب الأولمبية الصيفية 2008 في بكين مع زميلتها برايوني كول في الغطس التزامني من منصة 10 متر لتكون أصغر أسترالية تفوز بميدالية أولمبية وهي بعمر ال14 سنة فقط، كما فازت بميداليات أخرى في منافسات عالمية أخرى.

## روابط خارجية
- ميليسا وو على موقع الاتحاد الدولي للسباحة (الإنجليزية)
- ميليسا وو على موقع قاعدة بيانات الغوص IAT (الألمانية)
- ميليسا وو على موقع اللجنة الأولمبية الدولية (الإنجليزية)
- ميليسا وو على موقع أوليمبيديا (الإنجليزية)
- ميليسا وو على موقع اللجنة الأولمبية الأسترالية (الإنجليزية)
- ميليسا وو على موقع اتحاد ألعاب الكومنولث (مؤرشف) (الإنجليزية)
- ميليسا وو على موقع اتحاد ألعاب الكومنولث (مؤرشف) (الإنجليزية)
- ميليسا وو على موقع دورة ألعاب الكومنولث 2006 (مؤرشف) (الإنجليزية)
- ميليسا وو على موقع دورة ألعاب الكومنولث 2014 (مؤرشف) (الإنجليزية)